# Roberto Radice
Roberto Radice (né le 13 mars 1947 à Busto Arsizio) est un historien et un universitaire italien.

## Biographie
Professeur d'histoire de la philosophie antique à l'université catholique du Sacré-Cœur de Milan, Roberto Radice a écrit de nombreux ouvrages sur son thème de recherche.

## Œuvres

### Livres
- 2015 : Aristotele, Politica (voll. V-VIII)
- 2014 : Aristotele, Politica (libri I-IV).  Traduzione di Roberto Radice, Tristano Gargiulo. Introduzione di Luciano Canfora e Richard Kraut- Commento di T.J. Saunders e R. Robinson
- 2012 - Aristotele, Fisica

### Contribution à un livre
- 2015 : Origine e sviluppi del Giudaismo alessandrino ;
- 2013 : Alle origini del concetto di crisi. Aspetti filosofici ;
- 2010 : Allegoria, evoluzione del concetto e del metodo nel pensiero greco ;
- 2009 : Philo's Theology and Theory of Creation ;
- 2003 :  The "Nameless Principle" from Philo to Plotinus an outline of Research.